# 汉十高速公路
汉十高速公路是湖北省内一条连接省会武汉至鄂西北重要城市襄樊及十堰的高速公路，属于福银高速湖北段的一部分。经过武汉市、孝感市、随州市、襄樊市及十堰市，终点在十堰。